# Ascodesmis nigricans
Ascodesmis nigricans är en svampart som beskrevs av Tiegh. 1876. Ascodesmis nigricans ingår i släktet Ascodesmis och familjen Ascodesmidaceae.  Arten är reproducerande i Sverige. Inga underarter finns listade i Catalogue of Life.